# Алберту Феррейра
Албе́рту Ферре́йра (порт. Alberto Ferreira; *5 жовтня 1920, Лісабон — †10 грудня 2000) —  португальський письменник, журналіст, публіцист, філософ і педагог.

## Біографія
Закінчивши школу сільськогосподарських робітників у Сантаремі (Escola de Regentes Agrícolas de Santarém), Алберту Феррейра їздив країною, працюючи агротехніком.
Пізніше закінчив навчання на філологічному факультеті Лісабонського університету (спеціальність: історія і філософія).
Працював викладачем в середній школі починаючи з 1974 року. Згодом почав викладати португальську культуру на факультеті alma mater, де сам навчався, до 1977 року.
Співпрацював з часописами Vértice та Seara Nova.

## Творчість
Автор різних есеїв і художніх творів. Як філософ відомий теоретичною працею «Реальне та реальність» (1971); дослідник вітчизняної літератури (4-томна праця «Здоровий глузд і добрий смак» / Bom Senso e Bom Gosto, 1968-70; «Перспектива португальського романтизму» / Perspectiva do Romantismo Português, 1971). Публіцистичний нарис «Війна у В'єтнамі» (1968) був заборонений салазарівською цензурою.

### Вибрана бібліографія
Есеї
- 1954 - Condições Sociais do Pensamento Moderno
- 1959 - Diálogos com a Realidade
- 1962 - Da Filosofia para a História
- 1968-70 - Bom Senso e Bom Gosto - Questão Coimbrã
- 1971 - Perspectiva do Romantismo Português
- 1980 - Antologia de Textos da 'Questão Coimbrã'
- 1980 - Estudos da Cultura Portuguesa - Século XIX

Художня література
- 1965 - Diário de Édipo
- 1974 - Crise
- 1998 - Viagem ao Reino da Mediocracia
- 1999 - Deambular ao Lusco Fusco